# Cargojet
Cargojet Inc è una compagnia aerea cargo canadese, con sede a Mississauga mentre il suo hub principale è l'aeroporto internazionale John C. Munro Hamilton.

## Storia
La compagnia aerea è stata fondata il 21 febbraio 2002 e ha iniziato le operazioni nel giugno dello stesso anno a seguito dell'acquisto, da parte di Ajay Virmani, del 50% di Canada 3000 Cargo nel luglio 2001 e dell'altra metà nel febbraio 2002. Nello stesso anno si impadroniva della proprietà di Winnport Logistics. Il 17 luglio 2007, Cargojet ha acquisito le operazioni cargo di Prince Edward Air fondendolo con SkyLink Express e effettuandogli il cambio di denominazione in Cargojet Regional. Al momento dell'acquisto, il vettore aereo aveva in flotta tre Beechcraft 1900 e quattro Cessna 208 Caravan. Nel maggio del 2019, la compagnia aerea ha annunciato una partnership con il rapper canadese Drake, nominandolo ambasciatore del marchio e fornendogli un Boeing 767 allestito per comodo utilizzo personale.

## Flotta

### Flotta attuale

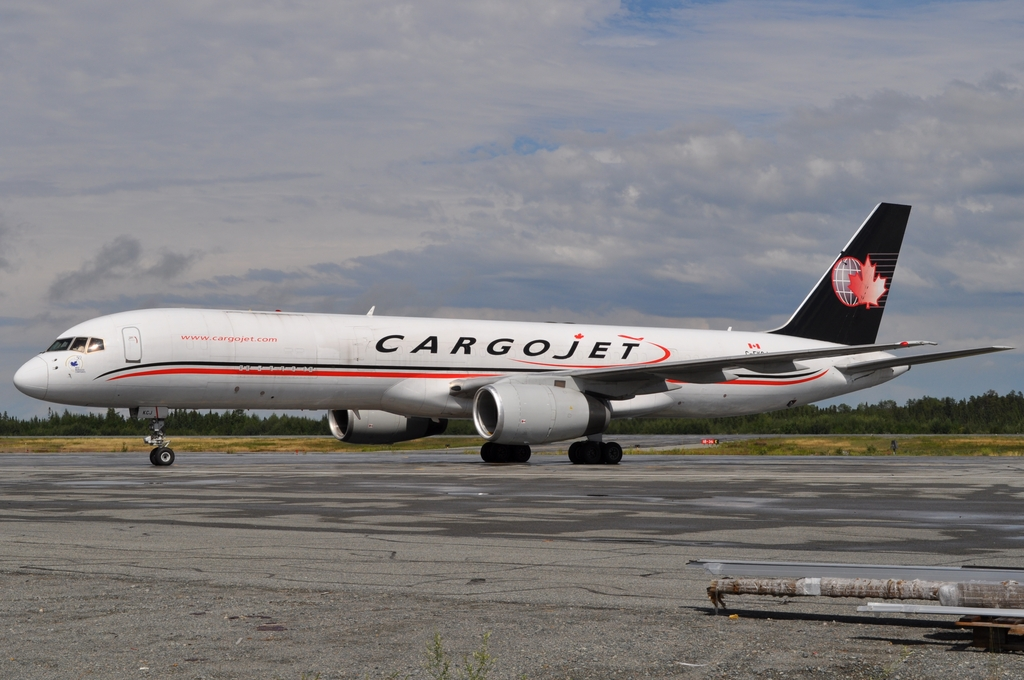
Un Boeing 757-200F.

A gennaio 2024 la flotta di Cargojet Airways è così composta:

### Flotta storica

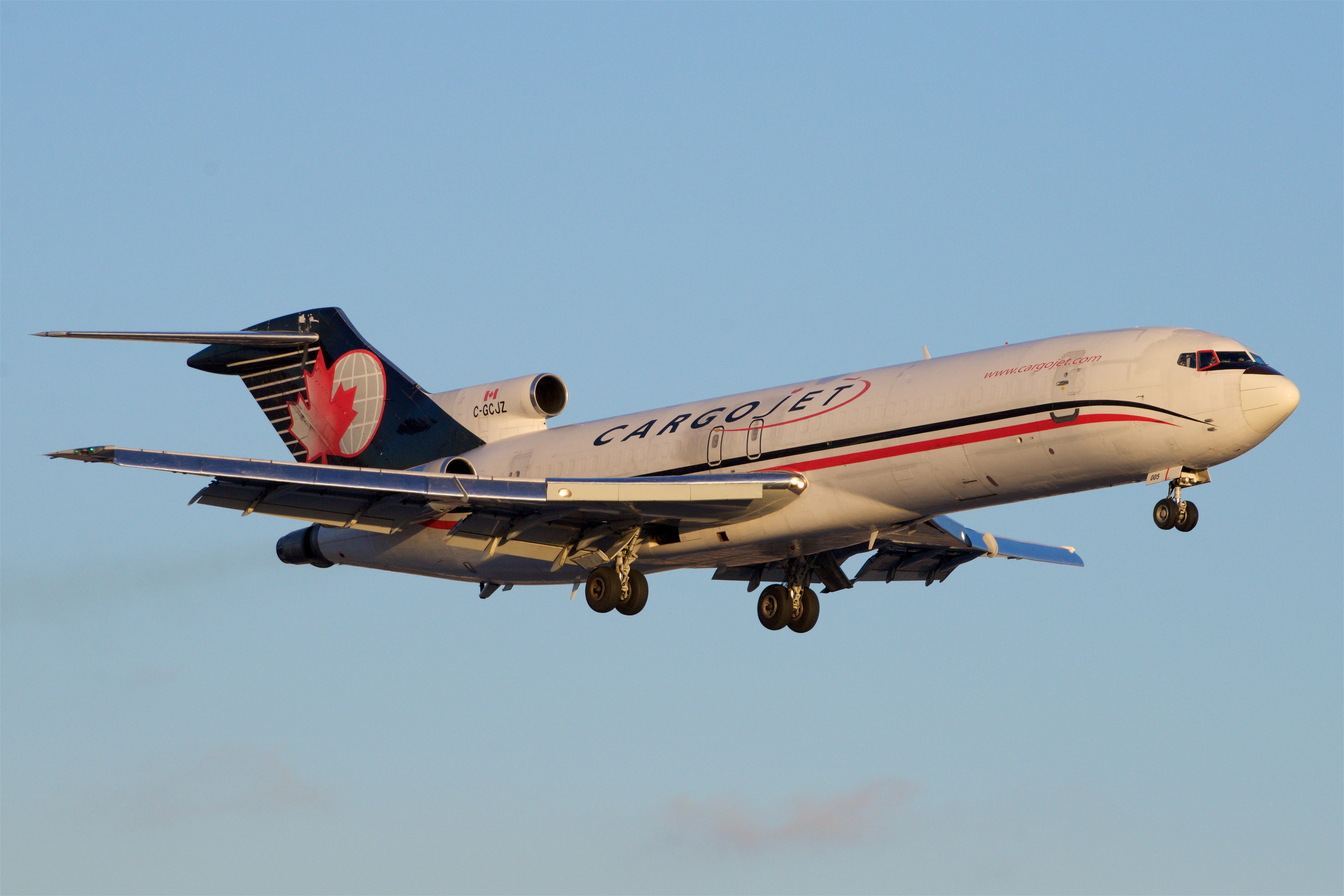
Un Boeing 727-200F.

Nel corso degli anni Cargojet ha operato con i seguenti modelli di aeromobili:
- Beechcraft 1900
- Boeing 727-200F
- Cessna 208 Caravan